# World Liberty Financial
World Liberty Financial ist ein in Delaware registriertes Kryptowährungsunternehmen, das 2024 gegründet wurde. Es wird von Angehörigen der Familie Trump kontrolliert und wurde aufgrund der sich darauf ergebenden Interessenskonflikte kritisiert. In einer Untersuchung der New York Times hieß es, dass „die Grenze zwischen Privatwirtschaft und Regierungspolitik in einer Weise ausgehöhlt wird, die in der modernen amerikanischen Geschichte ohne Beispiel ist“.

## Geschichte
Während seiner ersten Präsidentschaft hatte Donald Trump Kryptowährungen noch abgelehnt, er änderte jedoch später seine Meinung. Im September 2024 kündigte Donald Trump an, dass seine Söhne mit einem neuen Unternehmen namens World Liberty Financial in den Kryptomarkt einsteigen würde. Im Oktober kündigte dieses seine erste Initiative zur Vermarktung einer Kryptowährung namens $WLFI an. Bis Ende Oktober hatte das Unternehmen lediglich $WLFI-Token im Wert von 2,7 Millionen verkauft, was sich nach Trumps Sieg bei den US-Präsidentschaftswahlen 2024 schlagartig änderte, als der Preis in die Höhe schnellte. Im März 2025 kündigte World Liberty die Einführung von USD1 an, einem an den Dollar gekoppelten Stablecoin, der durch US-Staatsanleihen, Dollarreserven und andere Bargeldäquivalente gedeckt ist.
Der prominenteste Käufer von $WLFI-Token ist der chinesische Geschäftsmann Justin Sun, der Berichten zufolge mindestens 75 Millionen Dollar für Tokens ausgegeben hat. Im Februar 2025, kurz nach Trumps zweitem Amtsantritt als Präsident, wurde berichtet, dass die US Securities and Exchange Commission eine Untersuchung von Suns Unternehmen wegen Betrugs einstellen würde. Steve Witkoff kündigte später an, dass der Stablecoin USD1 in Tron, dem Blockchain-Unternehmen von Sun, integriert werden würde. Bis März 2025 hatte World Liberty $WLFI-Token im Wert von 550 Millionen US-Dollar verkauft.
Im Mai 2025 kündigte MGX, ein vom Emirat Abu Dhabi kontrolliertes Unternehmen unter der Leitung von Tahnoun bin Zayed Al Nahyan aus der königlichen Familie Al Nahyan von Abu Dhabi, an, dass es den von World Liberty lancierten Stablecoin im Wert von 2 Mrd. US-Dollar zur Finanzierung eines Geschäfts mit der Kryptobörse Binance nutzen würde.  Am 30. April war USD1 einer der am schnellsten wachsenden Stablecoins und erreichte einen Umlauf von 2,1 Milliarden Dollar. Eine Reuters-Untersuchung ergab, dass eine „anonyme Cyberwallet, die USD1 im Wert von 2 Milliarden Dollar hält, die Gelder zwischen dem 16. und 29. April erhalten hat“. Zach Witkoff und zwei andere World Liberty-Mitbegründer haben sich laut Reuters mit dem Binance-Gründer Changpeng Zhao in Abu Dhabi getroffen, der sich zuvor in den USA der Geldwäsche schuldig bekannt hatte. Es wurde vermutet, dass Zhao sich durch seine Geschäftsbeziehung mit World Liberty eine Begnadigung durch Donald Trump erhofft, um wieder Zugang zum US-Kryptomarkt zu erhalten.

## Besitzverhältnisse und beteiligte Personen
Das Unternehmen ist für seine engen Verbindungen zu Donald Trump bekannt. Eine von Trump und seinen Familienmitgliedern kontrollierte Unternehmenseinheit besitzt 60 Prozent von World Liberty und hat Anspruch auf 75 Prozent aller Einnahmen aus den Verkäufen von Token. Donald Trumps Firmenbezeichnung lautet „Chief Crypto Advocate“, Barron Trump wird als „DeFi Visionary“ des Projekts aufgeführt, und Eric Trump und Donald Trump Jr. tragen jeweils den Titel „Web3 Ambassador“. Eric Trump und Donald Trump Jr. sind aktiv an der Leitung des Unternehmens beteiligt und verlassen sich bei der Aufrechterhaltung des Tagesgeschäfts auf drei Partner, Zachary Folkman, Chase Herro und Zach Witkoff (der Sohn von Steve Witkoff, dem Nahostbeauftragtem im Kabinett Trump II). Die Trump-Familie und die mit ihr verbundenen Unternehmen kontrollieren 22,5 Milliarden Einheiten des World Liberty's Coins, $WLFI, die nach Angaben von World Liberty den Käufern die Möglichkeit geben, über bestimmte Entscheidungen abzustimmen wie die Aktionäre eines herkömmlichen Unternehmens.

## Kritik
World Liberty wurde für Interessenskonflikte und Geschäftsbeziehungen mit verurteilten Betrügern kritisiert. Mitarbeiter von World Liberty hatten sich wiederholt mit ausländischen Regierungsvertretern getroffen und es wurde befürchtet, ausländische Regierungen könnten sich über Zahlungen an das Unternehmen einen direkten Zugang zum Weißen Haus erkaufen. Mindestens eine Untersuchung wurde eingestellt, nachdem eine Zahlung in Höhe von mehreren Millionen an die Firma geleistet worden war, und Trump begnadigte offiziell einen Investor eines Unternehmens, in das World Liberty investiert hatte. Mehrere Maßnahmen von Trumps Regierung in Bezug auf Kryptowährungen haben World Liberty zudem finanziell begünstigt. Eine Sprecherin von Trump erklärte, dass es „keine Interessenkonflikte“ gebe, da sein Vermögen in einem von seinen Kindern verwalteten Trust liege. Trump selbst verkündete, dass die Gesetze über Interessenkonflikte für ihn nicht gelten und dass er für Amtshandlungen, die er als Präsident vornimmt, weitgehende Immunität genießt.